# Redovà
Redovà (en castellà i oficialment Redován) és un municipi del País Valencià que es troba a la comarca del Baix Segura.
El municipi, com a la resta de la comarca, la parla dels 7.865 habitants que s'hi empadronaren en 2019 és el castellà.

## Geografia
Municipi de la comarca del Baix Segura, està situat al sud del País Valencià, a cavall entre l'històric regne de València i el de Múrcia. Es troba entre el riu Segura i als peus de la Serra de Callosa. Localitat situada entre dos comunitats autònomes, perfectament intercomunicat, amb fàcil i pròxim accés a l'Autovia Alacant–Múrcia A-7; pel seu terme també passa la N-340.
El relleu presenta dos parts perfectament diferenciades: la part nord-oest del terme està ocupada per la serra de Callosa, última manifestació del sistema penibètic i que aconseguix en la seua cota més alta, el Pic de l'Àguila, els 572 metres sobre el nivell del mar. Altres altures importants són: El Penyal de la Llobera (324 metres), el Collado del Llop (303 metres) i el Pic del Chinar (468 metres).
La serra està formada per calcàries dolomítiques, dures, massisses i amb formes imponents. Dites calcàries presenten diverses vegades caràcters marmoris. Es caracteritza per vessants de forts pendents, de les que emergixen murallones rocosos. Està així mateix molt descarnada per l'erosió.
La resta del terme, entroncat perfectament amb l'horta del Baix Segura al sud, i al nord amb la superfície de camp, a penes accidentat per la Rambla de Benferri. Es tracta d'un pla d'origen al·luvial, forma una superfície completament plana, que el Riu Segura, el qual discorre pròxim, ha anat formant al llarg de la història, amb els sediments de la seua pròpia erosió sobre la primitiva fossa tectònica que li va donar accés al mar.
El sòl és profund i ric en arenoses i llims, per la qual cosa resulta fèrtil per a l'agricultura
A banda dels paisatges que oferix l'horta, Redovà oferix mantes, paratges i senders per caminar coneixent el terme i llocs com ara el Santuari i Font de la Salut, el Bancalico de los Moros o el camí de l'Escorrata.

## Història

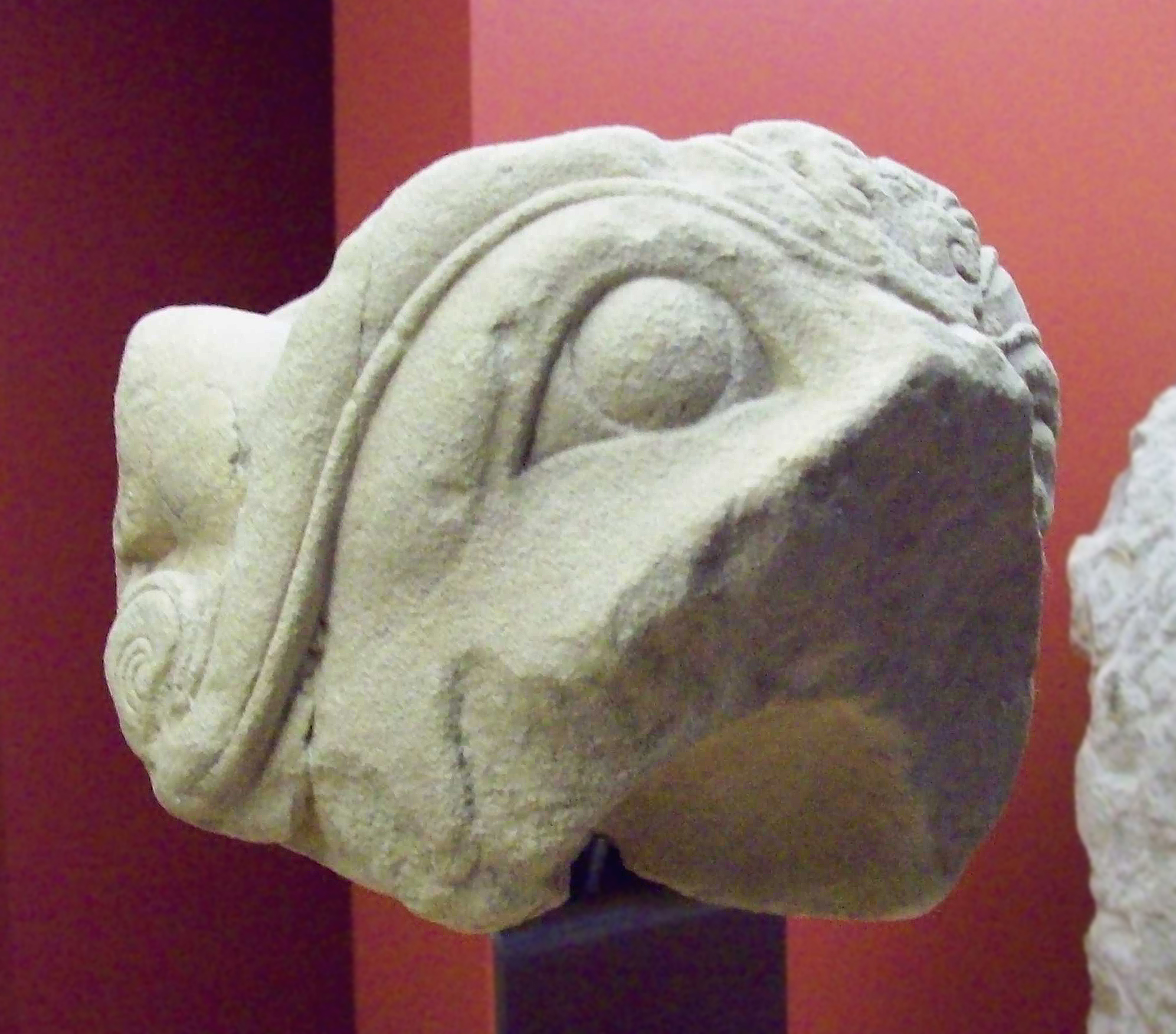

Des de l'antiguitat, han passat per Redovà diferents civilitzacions mediterrànies: ibers, fenicis, grecs, romans i àrabs, tal com manifesten els jaciments arqueològics trobats en el seu terme. Pel que és un dels pobles més antics de la comarca, i important via de pas del sud-est peninsular durant segles.
Topònim d'origen àrab l'etimologia més versemblant del qual és la que fa referència a un militar musulmà de nom Rebdan o ReRedwan. Els indicis de poblament més antics són el Bancalico dels Moros, el Racó i el Pujol tots pertanyents a l'Edat del Bronze.
En el seu terme, s'han realitzat nombroses excavacions arqueològiques en què durant l'última desena del segle xix, es va trobar un jaciment ibèric, que va atribuir ceràmiques d'importació grecollatina i figures en color roig i de vernís negre, ceràmica ibèrica i una sèrie d'escultures ibèriques que van ser depositades en el Museu del Louvre de París. Entre estes peces destaca el Grifó de Redovà, exponent de l'escultura ibèrica. L'obra representa un “griu” o animal fantàstic, amb ulls ixents, gola obertes en forma de pic, grans celles unides, simulant una palmeta protohelènica, xipriota o fenícia, i en el bescoll, cresta denticulada, flanquejada per sengles banyes caprines. Esta peça, junt amb un cap humà va retornar a Espanya en 1941, passant al madrileny Museu Arqueològic Nacional. En el Louvre de París encara es conserven un fragment de cap vacuna i un dors de dona nua.
Durant el regnat d'Alfons X, estigues terres van ser reconquistades a favor dels tropes bateges de Castella. Els cristians ocupen esta alqueria musulmana en 1242 sota el domini feudal de la família Mirón. Més tard va passar al domini del regne de València i la Corona d'Aragó per mitjà dels acords de Torrellas en 1304.
Sobre el seu origen és compte una llegenda, segons la qual la seua fundació hauria d'atribuir-se a un cert Farax ben Rebduan o Rebdan, de qui procedix la seua etimològica denominació. El qual, com a cap militar del rei moro de Granada, va instal·lar el seu campament en la muntanya de Redovà (en el denominat Bancalico dels Moros) per a assetjar i conquistar el castell de Guardamar del Segura en 1331. Des de llavors el lloc es va denominar Redovà.
En aquell temps, el lloc era tan sols un paratge amb algun caseriu campestre per al gaudi de recreació i oci, sobretot pel rec fàustic que albergava la seua serra. A poc a poc se'n van anar construint diverses cases que van conformar una xicoteta alqueria de llauradors.
La fundació del poble com a tal, es remunta a l'any 1396, amb la construcció del seu tremp religiós. En data 7 de juny de 1401, era senyor de Redovà Bernar Tapiols, després de contraure matrimoni amb una descendent dels Mirón. En 1490, la família Mirón va vendre esta alqueria a Jaime Santángel, utilitzant Redovà pràcticament com a finca de recreació dependent d'Orihuela, i en 1491 és anomenat per Ferran el Catòlic alcalde General d'Orihuela, ja que aprofita per a obtindre favors reals que possibilitaren poblar l'alqueria amb moros i cristians fent-los francs de cisa i mur, la qual cosa va suposar un increment important de població. El 15 de maig de 1501 els Reis Catòlics confirmen en un Reial Decret, el senyoriu de Redovà i per tant, la seua independència de la ciutat d'Orihuela.
En la segona mitat del segle xvi, l'heretat de Redovà va ser segregada de la municipalitat d'Orihuela, ja que, segons consta en els memòries de Jerónimo Muñoz, que es conserven en la Casa del ducat d'Osuna, entre els anys 1563 a 1572 ja s'anomena a Redovà com a lloc independent, separat de la intendència d'Orihuela i amb Ajuntament propi. Durant el segle xiv diverses epidèmies de pesta delmaran la població i propiciaren l'emigració cap a Orihuela, més segura davant dels atacs dels bandits que aprofitaven la debilitat dels municipis xicotets.
En 1614, després de l'expulsió dels moriscos, Jerónimo de Rocamora atorga a este lloc la Carta de Poblament, durant el domini feudal de la família de Juan Vich, passant a partir del 12 de gener de 1616 a dependre de l'il·lustre Col·legi de Predicadors d'Orihuela, després d'haver sigut comprat el 2 de maig de 1615 pels dominics d'Orihuela, per la quantitat de 12.000 lliures. Però efectivament no es va constituir en població d'una certa rellevància fins ben entrat el segle xviii.
L'any 1646 era encara un xicotet caseriu hàbitat només per 7 veïns de dret. En 1794, segons Antonio José de Cavanilles, eren ja 124 veïns (uns 600 habitants). En el segle xix, Redovà comptava amb 160 cases, inclòs el Palau de l'il·lustre col·legi de Predicadors (actual seu de l'Ajuntament) i la seua indústria comptava amb zinc molins d'oli i alguns telers. En 1810 amb motiu de la nova organització dels prefectures imposada per l'ocupació napoleònica de José I, va passar a dependre del Departament del va riure Segura, amb capital a Múrcia, tornant a incloure's en la província d'Alacant, una vegada va acabar l'ocupació francesa.
En 1822 passa a dependre de la Província de Múrcia, retornant definitivament en 1833 a la província d'Alacant.
En 1840, Redovà concedix la segregació a la població de Fons dels Frares, que fins llavors vènia sent pedania dependent de Redovà, perquè passara a formar part de la localitat de Fons dels Neus creada en 1839.
En 1900 el cens oficial parlava ja de 1.591 habitants. Actualment ronda els 8.000.

## Gastronomia
La cuina de Redovà, típicament hortolana, té com a plats més coneguts l'arròs amb conill i caragols, l'arròs amb crosta, l'arròs de vigília, el putxero amb pilotes, la truita de carxofes i un munt de llepolies com "l'arrop i tallaetes", pastissos de glòria, almoixàvenes, etc.

## Flora i fauna
La vegetació característica de Redovà són les pinedes. La flora és molt rica en endemismes, trobem molts tomillars i prats calcaris càrstics i pendents rocosos calcícoles.
Quant a les espècies faunístiques, la serra alberga poblacions, entre d'altres, de Circaetus gallicus (àguila marcenca), Hieraetus fasciatus (àguila perdiuera), Falco peregrinus (falcó pelegrí)i Bubo bubo (buho).

## Política i Govern

### Composició de la Corporació Municipal
El Ple de l'Ajuntament està format per 13 regidors. En les eleccions municipals de 26 de maig de 2019 foren elegits 7 regidors del Partit Popular (PP), 4 del Partit Socialista del País Valencià (PSPV-PSOE), 1 d'Unides Podem-Esquerra Unida (Podem-EUPV) i 1 de Ciutadans - Partit de la Ciutadania (Cs).
| Eleccions municipals de 26 de maig de 2019 - Redovà                                                                           |                                          |                                     |                                     |        |          |          |
| Candidatura | Candidatura                              | Candidatura                         | Cap de llista                       | Vots   | Vots     | Regidors |
| | Partit Popular                           |                                     | Manuela Ruiz Peral                  | 1.959  | 50,45%   | 7 ()     |
| | Partit Socialista del País Valencià-PSOE |                                     | Silvia Fonseca Lavid                | 1.078  | 27,76%   | 4 (+1)   |
| | Unides Podem                             |                                     | Víctor Manuel Ros Carrillo          | 468    | 12,05%   | 1 (-1)   |
| | Ciutadans - Partit de la Ciutadania      |                                     | Sonia María Carrillo Calderón       | 340    | 8,76%    | 1 (+1)   |
| | Altres candidatures                      |                                     |                                     |        |          | 0 ( -1)  |
| | Vots en blanc                            |                                     |                                     | 38     | 0,99%    |          |
| Total vots vàlids i regidors                                                                                                  | Total vots vàlids i regidors             | Total vots vàlids i regidors        | Total vots vàlids i regidors        | 3.883  | 100 %    | 13       |
| | Vots nuls                                | Vots nuls                           | Vots nuls                           | 49     | 1,26%    |          |
| Participació (vots vàlids més nuls)                                                                                           | Participació (vots vàlids més nuls)      | Participació (vots vàlids més nuls) | Participació (vots vàlids més nuls) | 3.932  | 70,13%** |          |
| Abstenció | Abstenció                                | Abstenció                           | Abstenció                           | 1.675* | 29,87%** |          |
| Total cens electoral | Total cens electoral                     | Total cens electoral                | Total cens electoral                | 5.607* | 100 %**  |          |
| Alcalde: Manuela Ruiz Peral (PP) (15/06/2019) Per majoria absoluta dels vots dels regidors (7 vots de PP)                     |                                          |                                     |                                     |        |          |          |
| Fonts: JEC, JEZ Oriola, M. Interior, Periòdic Ara. (* No són vots sinó electors. ** Percentatge respecte del cens electoral.) |                                          |                                     |                                     |        |          |          |

## Patrimoni
El poble al redós de la serra i molt prop del riu Segura, oferix passejades que permet conéixer places com la de la Pau o la de Miguel Hernández o dels edificis més senyers, que relacionem tot seguit:
- Antic Ajuntament. Amb una torre-rellotge que data de finals del segle xix, artesanal i de gran valor artístic, amb un impressionant mecanisme i un campanar superb, és un dels monuments més importants i embelamatics que conserva el municipi. El rellotge està en funcionament i té dos esferes amb campanar. Situat en la Plaça de l'Ajuntament. En 1998, l'excel·lentíssim Ajuntament de Redovà, conscient de la importància històrica d'este immoble, va executar una àmplia reforma conservant-ne l'aspecte tradicional. Té un ampli Saló d'Actes en la primera planta i un balcó clàssic que guarda consonància amb l'estil de l'edifici.

- Església Parroquial de Sant Miquel Arcàngel. Temple Parroquial del segle xiv (1396) any de la fundació del poble. D'estil romànic en el seu origen. En 1462 va ser portada la imatge de Ntra Sra. de la Salut (patrona de Redovà) donada per Matilde-Jerònima de Santángel, la família de la qual va posseir per alguns anys el Senyoriu d'este lloc; des de llavors se la venera i se celebra la seua festa el dia 8 de setembre en la localitat. En 1699, es va demolir l'antiga obra del temple parroquial i en 1701 es va construir l'actual obra, que va ser beneïda per Juan Cortés de Marquina, Canonge de la catedral d'Orihuela, el 24 de desembre del mateix any. El temple va ser elevat a parròquia amb la mateixa advocació que tenia, de Sant Miquel, el 8 de maig de 1602. Com es veu la devoció a Sant Miquel data des dels albors de l'actual població. En 1792 es va fer el Creuer, la Capilla Mayor dedicada a l'Arcàngel Sant Miquel i la Capilla dedicada la Mare de Déu de la Salut.

- Nou Ajuntament. El "Palau". Antic Palau-residència de l'Orde de Predicadors. La conclusió de les obres data de 1726, Durant l'exercici del rector Esteban Ferrer i Galindo, sent rector el Reverendíssim Pare Fra Domingo Fenoll. En el seu origen estava dotat d'unes quantes sales, alcoves i quarts d'estudi, menjador, cuina, rebostos, belles vistes i uns quants balcons de ferro; les seues sales estaven adornades amb més de quaranta retrats de sants, pontífexs i escriptors de l'Orde. L'any 1782 es van afegir cortines, taules i diversos mapes del Mestre i rector Fra Antonio Gálvez. A un costat estava l'almàssera on es va fabricar l'oli de tots els llauradors de terme de Redovà. Davant es trobava la real presó (manuscrit del Magister Montesinos. S. XVIII). Durant el segon semestre de 1968, comencen les obres de condicionament del "Palau" per a nova Casa Consistorial i altres servicis públics, conservant-se l'estructura i l'aspecte palatí, però patint interior i exteriorment reformes substancials. L'any 2000, es remodela l'edifique per a modernitzar el seu interior, ja que alberga les dependències de l'actual Ajuntament. En 2006 es realitza una ampliació amb una nova sala de plens i despatxos.

A més, cal destacar les ermites de la Mare de Déu de la Salut, Sant Carles i la Creu del Racó (S. XX). Compte així mateix amb un Museu de la Setmana Santa, en el que s'exposen talles escultòriques i d'orfebreria pertanyents a les manifestacions processionals de les distintes confraries locals. Entre els passos processionals cal destacar algunes talles realitzades pels escultors José Sánchez Lozano i Joaquín Mayáns.
Altres edificis d'interés són l'Auditori Municipal i Casa de la Música i dos centres socioculturals. On la gran tradició musical de la seua banda la Unió Musical de Redovà, la Coral Mans Unides, l'Orquestra de Pols i Pua «Sant Miquel» i dos bandes de cornetes i tambors, la de Sant Miquel i la de la Mare de Déu de la Salut, es posen de manifest en les nombroses activitats anuals com ara concerts i certàmens.
Finalment és d'assenyalar l'existència del grup d'auroros que des del segle xvii, ve conservant els càntics marians autòctons pels carrers de la localitat cada primer diumenge de mes i tots els de maig i octubre durant les hores de l'alba.